# 露西娅·莫里科
露西娅·莫里科（義大利語：Lucia Morico，1975年12月12日—），意大利女子柔道运动员。她曾代表意大利参加2004年和2008年夏季奥林匹克运动会柔道比赛，其中2004年奥运会获得一枚铜牌。